# Jiang Haiqi
Jiang Haiqi (n. 17 ianuarie 1992, Shanghai, Republica Populară Chineză) este un înotător ce a reprezentat Republica Populară Chineză, medaliat olimpic. A participat la o ediție a Jocurilor Olimpice (2012) în care a câștigat o medalie de bronz.